# Trutz Beckert
Trutz Beckert (* 25. Oktober 1944 in Marktbreit; † 21. Juni 1988 in Bonn) war ein deutscher Journalist und Fernsehmoderator.

## Leben
Beckert kam nach seiner journalistischen Ausbildung 1966 zum Zweiten Deutschen Fernsehen, für das er mehrere Jahre als Korrespondent in Brüssel tätig war. Im August 1982 wurde er Redakteur für das Heute-journal; 1984 übernahm er die Hauptredaktion Innenpolitik. Er war mehrere Jahre als Moderator für die Talkrunde „5 nach zehn“ tätig und startete im März 1987 mit Amelie Fried und Alt-Bundespräsident Walter Scheel als Co-Moderatoren die Talkshow live. Nach seinem plötzlichen Tod im Juni 1988 wurde er durch Harry Valérien ersetzt.